# زنبق دنفورد
زنبق دنفورد (نام علمی: Iris danfordiae) نام یک گونه از سرده زنبق است.